# Louis Jolicoeur
Pour les articles homonymes, voir Jolicoeur.
Louis Jolicoeur est un écrivain québécois né en 1957.

## Biographie
Né à Québec, ville qu’il habite toujours, Louis Jolicoeur a eu très jeune le goût de « l’ailleurs »,. Après ses études collégiales, il voyage pendant un an en Crète, en Iran et au Népal. De retour à Québec, il fait un baccalauréat en anthropologie, mais repart tout de suite après. Au cours de ce deuxième voyage, il séjourne en Thaïlande, en Malaisie, en Inde et en Afrique du Nord.
Louis Jolicoeur poursuit ensuite ses études, effectuant une maîtrise en traduction et un doctorat en linguistique à l’Université Laval, puis un post-doctorat en traduction à Paris. Il amorce une carrière d’écrivain en 1987 en publiant un recueil de nouvelles.
Professeur de traduction à l’Université Laval depuis 1994, il continue à voyager, séjournant entre autres un an en Espagne et un an en Italie.
Trois livres et six nouvelles ont été traduits en espagnol ; deux nouvelles ont été traduites en anglais.
Louis Jolicoeur a également publié plusieurs traductions de textes littéraires et de nombreux articles scientifiques sur la traduction,.

### Inspirations
Louis Jolicoeur a été très influencé par les grands écrivains d’Amérique latine, particulièrement par l'Urugayen Juan Carlos Onetti, qu’il a connu à la suite de la traduction de trois de ses livres. Cette influence explique qu’il ait longtemps privilégié la nouvelle comme genre littéraire, et elle se manifeste dans le recours au fantastique ainsi que dans les thèmes et le style de ses premiers recueils. Cependant, l’intérêt de l’auteur pour « l’autre », les impressions que cet autre suscite, les sentiments éprouvés à l’étranger se remarquent dans toute l’œuvre : le voyage, dans l’espace ou dans le temps, y tient une place considérable.

## Œuvre

### Recueils de nouvelles
- L'araignée du silence, Québec, L'instant même, 1987, 127 p.  (ISBN 2980063541)
- Les virages d'émir, Québec, L'instant même, 1990, 123 p.  (ISBN 2921197030)
- Saisir l’absence, Québec, L'instant même, 1994, 133.  (ISBN 2-921197-45-6)

### Roman
- Le masque étrusque, Québec, L'instant même, 2009, 172 p.  (ISBN 978-2-89502-277-0)

### Récits
- Le siège du Maure, Québec, L'instant même, 2002, 121 p.  (ISBN 9782895021704)
- Poste restante, Québec, L'instant même, 2015, 394 p.  (ISBN 9782895023623)

### Essai
- La sirène et le pendule : attirance et esthétique en traduction littéraire, Québec, L'instant même, 1995, 171 p.  (ISBN 2-921197-58-8)

### Nouvelles publiées dans des collectifs
- « Lettres à un autre », dans Vice-Versa (Montréal), no 25, 1988, page 36.

- « Bleu de perse» / «Blues de Persia» (texte original suivi de la traduction espagnole effectuée par Cecilia Ponte), dans Rencontres/ Encuentros : Escritores y artistas de Argentina y Quebec/Écrivains et artistes d'Argentine et du Québec, Montréal, Les Éditions Sans Nom, 1989 (pages 139 à 149).
- « Nadette et autres noms », dans XYZ (Montréal), no 20, 1989, pages 21 à 24.
- « Le mariage », dans Stop (Montréal), no 114, 1989, pages 25 à 33.
- « Les murs », dans Stop (Montréal), no 10, 1989, pages 5 à 8.
- « Élodie H. ou le juste retour des choses », dans Moebius (Montréal), no 39, 1989, pages 55 à 58.

- «Folla di notte» (version originale italienne), dans Vice-Versa (Montréal), no 34, 1991, page 23.
- « Rendez-vous manqués », dans Possibles (Montréal), vol. 15, no 2, 1991, pages 99 à 102.
- «Entrefilets », dans Moebius (Montréal), no 47, 1991, pages 15 à 21.

- « L'adieu à John », dans L'Année nouvelle : Le recueil, Paris, Canevas / Bruxelles, Les éperonniers/  Québec, L'instant même/ Luxembourg, Phi, 1993 (pages 133 à 136).
- « Le cri », dans XYZ (Montréal), no 34, 1993, pages 14 à 17.
- « Le voyage en Europe de l'oncle Timmy » /«Uncle Timmy's trip to Europe » (texte original suivi de la traduction anglaise effectuée par Thomas King et Helen Roy), dans Voix parallèles/ Parallel Voices, Montréal, XYZ/Kingston, Quarry Press, 1993 (pages 183 à 192).

- « Lisbonne », dans Revue des deux mondes (Paris), 1994, pages 90 à 97.
- « Saramago, mage des mots », dans Nuit blanche (Québec), no 54, 1994, pages 62 à 64.
- « Lettres d'hiver », dans XYZ (Montréal), no 36, 1994, pages 7 à 14.
- « Pudding Shop », dans Le serpent à plumes (Paris), no 23, 1994, pages 53 à 56.

- « Revenir », dans Les langages de la nuit, Québec, XYZ et Le Musée de la Civilisation, 1995 (pages 61 à 72).
- « Ma première bibliothèque », dans Québec, des écrivains dans la ville, Québec, L'instant même et Le Musée du Québec, 1995 (pages 106 à 109).
- « Le docteur Irsout Kaliray », dans Le moule à Gaufres (Paris), no 14, 1996, pages 202 à 207.

### Quelques traductions
- Miguel de Unamuno, Paix dans la guerre (traduction française de Alain Guy et L. Jolicœur du roman Paz en la guerra), Québec, Le Beffroi, 1988.
- Juan Carlos Onetti, Une nuit de chien (traduction française du roman Para esta noche), Paris, Christian Bourgois, 1987 ; réédition : Paris, U.G.E, 1990 (Coll. 10/18).
- Juan Carlos Onetti, Les adieux (traduction française du roman Los adioses), Paris, Christian Bourgois, 1985; réédition : Paris, U.G.E., 1994 (Coll. 10/18).
- Juan Carlos Onetti, Le puits (traduction française du roman El pozo), Paris, Christian Bourgois, 1985; réédition : Paris, U.G.E., 1994 (Coll. 10/18).

## Prix et honneurs
- 1988: finaliste au Prix Adrienne-Choquette en  pour son recueil de nouvelles L'Araignée du silence[1]
- 1995: finaliste au Prix du Gouverneur général du Canada pour Saisir l'absence[1]